# Myasishchev M-101T Gzhel
El Myasishchev M-101T Gzhel (en ruso: Мясищев М-101Т Гжель) es un avión utilitario monomotor turbohélice de ala baja, desarrollado por la compañía rusa Myasishchev y fabricado en las instalaciones de la empresa Sokol.

## Especificaciones (M-101T)
Referencia datos: Brassey's World Aircraft & Systems Directory 1999/2000

### Características generales
- Tripulación: 1 piloto
- Capacidad: 7 pasajeros
- Carga: 540 kg (1190,2 lb)
- Longitud: 10 m (32,7 ft)
- Envergadura: 13 m (42,7 ft)
- Altura: 3,7 m (12,2 ft)
- Superficie alar: 17,1 m² (183,6 ft²)
- Peso vacío: 2016 kg (4443,3 lb)
- Peso máximo al despegue: 3270 kg (7207,1 lb)
- Planta motriz: 1× turbohélice Walter M601F.
  - Potencia: 567 kW (760 HP; 771 CV)

### Rendimiento
- Velocidad nunca excedida (Vne): 525 km/h (326 MPH; 283 kt)
- Velocidad crucero (Vc): 450 km/h (280 MPH; 243 kt)
- Velocidad de entrada en pérdida (Vs): 112 km/h (70 MPH; 60 kt) con flaps
- Alcance: 1410 km (761 nmi; 876 mi)
- Techo de vuelo: 7590 m (24 900 ft)

### Aeronaves similares
- Cessna 208
- Piper PA-46
- SOCATA TBM
- Pilatus PC-12
- Aero Ae 270